# Pandanus decumbens
Pandanus decumbens là một loài thực vật thuộc họ Pandanaceae. Đây là loài đặc hữu của New Caledonia.